# Cryphia ochrophaea
Cryphia ochrophaea là một loài bướm đêm trong họ Noctuidae.